# Pantaleon
Il pantaleon o pantalon, italianizzato in pantaleone, è uno strumento musicale cordofono inventato durante l'ultimo decennio del XVII secolo da Pantaleon Hebenstreit, dal quale prese il nome.
Lo strumento è essenzialmente un pianoforte dotato di un numero di corde che poteva raggiungere le 276, conobbe a suo tempo una discreta fortuna: è spesso menzionato in saggi e opere di musicisti contemporanei, tra cui Georg Philipp Telemann che ne fu particolarmente colpito.

## Descrizione
Dalle descrizioni giunte si può ricostruire approssimativamente l'aspetto dello strumento: largo circa il doppio di un clavicembalo dell'epoca (alcuni esemplari potevano toccare gli 11 piedi, approssimativamente 3 metri e mezzo), secondo alcune fonti possedeva due tavole di risonanza, una dotata di corde di metallo (per riprodurre il forte) e una di corde di budello (per il piano), anche se ci sono descrizioni di pantaleoni più piccoli dotati solo di corde di budello. L'estensione doveva essere di almeno 5 ottave.
Le corde venivano percosse con bacchette rivestite di cuoio, panno o cotone; quando una corda veniva colpita, altre corde entravano in vibrazione per simpatia conferendo al pantaleone un sustain elevato. Tra i punti di forza del pantaleone rispetto agli altri cordofoni dell'epoca, clavicembalo e clavicordo, vi era la grandissima ampiezza dinamica che permetteva una possibilità di espressione considerevolmente superiore; in tal senso può essere considerato un precursore del pianoforte.

## Fortuna
Lo strumento, pur godendo di un discreto successo, ebbe una diffusione limitata quasi totalmente alle corti europee e fu suonato da un numero ristretto di virtuosi, quasi tutti allievi di Hebenstreit. Le notevoli dimensioni che non lo rendevano affatto maneggevole né da trasportare né da suonare, la conseguente difficoltà nell'apprendere adeguatamente il complesso metodo di utilizzo e l'elevatissimo costo di manutenzione contribuirono a frenarne l'espansione.
Già nel secondo decennio del XVIII secolo cominciarono in Germania i tentativi di applicare una tastiera al pantaleone per ovviare almeno ad alcuni dei principali difetti. Quando giunse la notizia dell'invenzione del gravicembalo col piano e forte di Bartolomeo Cristofori, il primo pianoforte, l'idea di Cristofori fu sviluppata tenendo conto delle potenzialità espresse dal pantaleone, quali il sustain, il suono chiaro e brillante, la dinamica. Per gran parte del secolo il pantaleone fu spesso considerato uno strumento di riferimento, finché venne quasi del tutto dimenticato: non viene quasi mai menzionato nei trattati di musica del secolo successivo.